# Fibroscopio

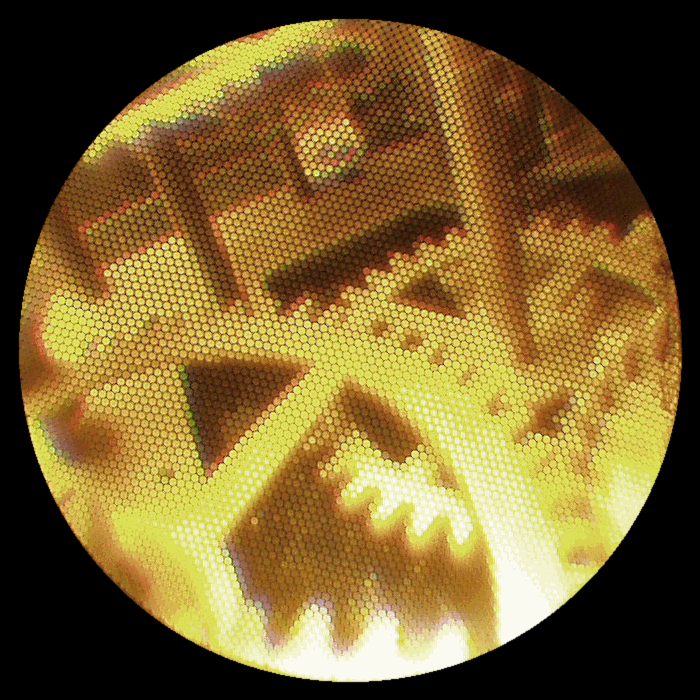
Interior de un reloj a través de un fibroscopio

Un  fibroscopio es un haz de fibra óptica flexible, usado en medicina  para iluminación y exploración de cavidades y órganos huecos, y se diferencia del endoscopio, que es rígido.
La fibroscopía se emplea para la exploración del estómago, los bronquios y la vesícula.
En la actualidad se crearon fibroscopios cuya fuente de luz puede ser reemplazada por una batería, esto posibilita que el equipo se pueda trasladar fácilmente, aunque la autonomía de dicha batería se agota en 60 minutos.
Utilidad de la cámara y el monitor: El cable de la cámara se conecta al extremo proximal del fibroscopio. Se transmite la señal desde el fibroscopio a la cámara, y luego al monitor de vídeo. Las imágenes obtenidas pueden ser grabadas con un grabador de DVD.
Conectar un tubo de aspiración al canal de trabajo del fibroscopio para poder aspirar las secreciones, es el último paso en la preparación del instrumento.
El fibroscopio portátil es una nueva forma de endoscopia que ofrece economía y flexibilidad con la comodidad de la iluminación incorporada para diferentes campos. Y puede ser utilizado para verificar el equipo mecánico del automóvil, equipos eléctricos, equipos de electricidad y algunos tubos.
Con un fibroscopio se hace posible examinar rápidamente y fácilmente el interior de máquinas varias, dentro de equipos sin desmantelarlos ni interrumpir su proceso llevando a cabo el control de calidad.